# کارونید
کارونِید (انگلیسی: Carronade)یک توپ دریایی لوله کوتاه بدون خان چدنی است که توسط نیروی دریایی سلطنتی استفاده می‌شد. اولین بار توسط شرکت کاررون، یک کارخانه ذوب آهن و ریخته‌گری در فالکرک، اسکاتلند، تولید شد و از اواسط قرن ۱۸ تا اواسط قرن ۱۹ مورد استفاده قرار گرفت. کاربری اصلی آن به عنوان یک جنگ‌افزار قدرتمند، کوتاه برد، ضد کشتی و ضد نفر بود
کارونیدها در ابتدا بسیار موفق بودند، اما در نهایت با پیشرفت توپخانه نیروی دریایی، با معرفی توپ‌های خان دار و در نتیجه تغییر در شکل پرتابه، گلوله‌های انفجاری که جایگزین گلوله‌های جامد شدند، و درگیری‌های دریایی در بردهای طولانی‌تر ناپدید شدند.

## تاریخچه

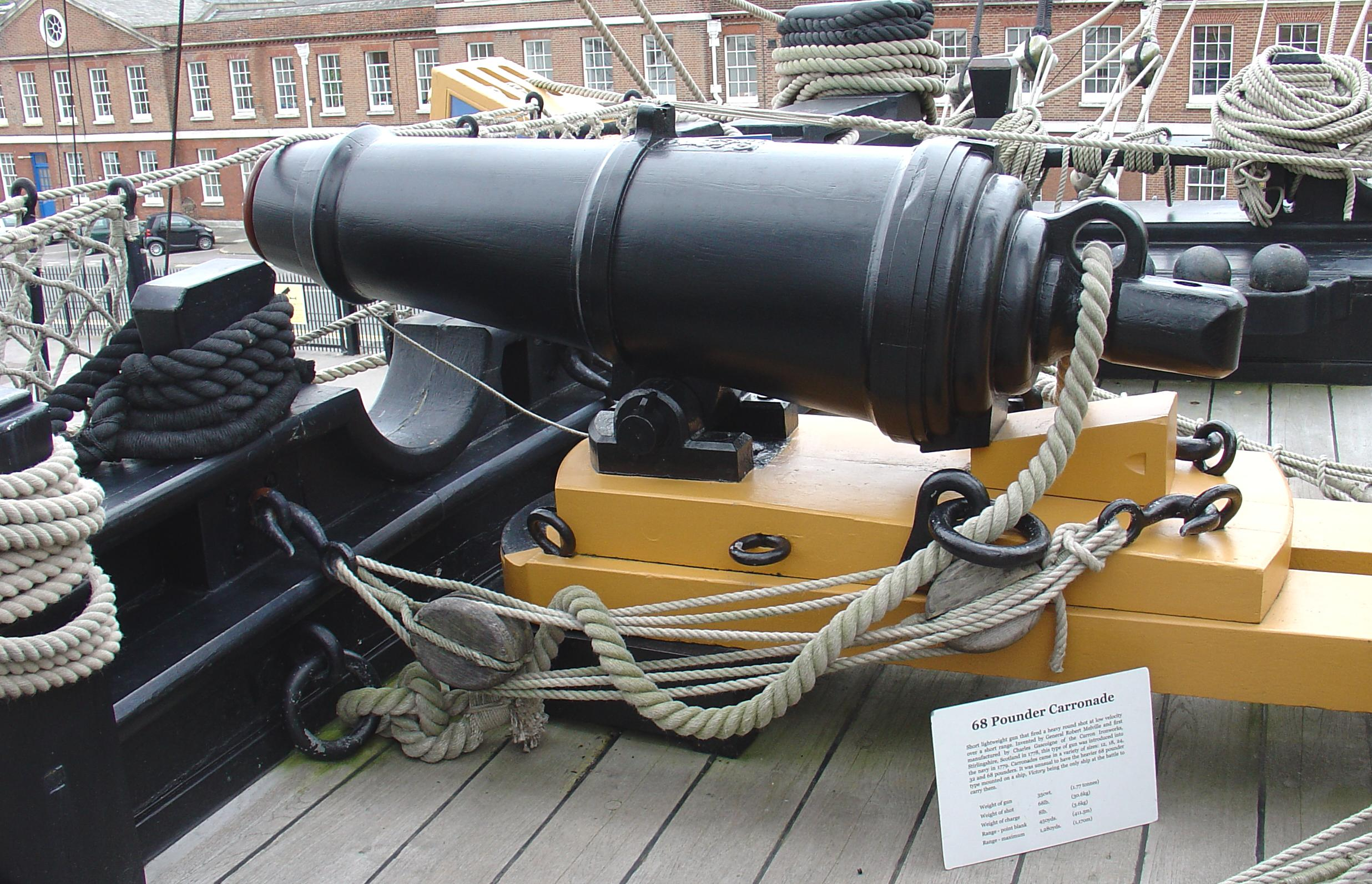
کارونید ۶۸ پوندی بریتانیایی با کالسکه کشویی بروی کشتی اچ ام اس ویکتوری

## اجزای جنگ‌افزار

۱ پیچ جان لوله
۲ ابزار هدف‌گیری
۳ حفره احتراق اسلحه
۴ شکاف درجه هدف‌گیری
۵ حلقه تقویت کننده اول
۶ لوله سلاح
۷ دهانه
۸ حلقه تقویت کننده دوم
۹ محور سمتی (آزیموتی)
۱۰ ضربه گیر
۱۱ محور ارتفاعی
۱۲ چرخ
۱۳ پایه متحرک
۱۴ کالسکه
۱۵ مهره تنظیم ارتفاع
۱۶ میل رزوه دار تنظیم ارتفاع